# Žlutice (nádraží)
Žlutice jsou dopravna D3 (někdejší stanice) v jižní části města Žlutice v okrese Karlovy Vary v Karlovarském kraji, nedaleko řeky Střely. Leží na neelektrizované jednokolejné trati Rakovník – Bečov nad Teplou.

## Historie
Stanici otevřela 27. června 1897 společnost Místní dráha Rakovník-Bochov-Bečov v úseku z Rakovníku do Žlutic, odtud byla 20. listopadu 1898 trať prodloužena do Bečova nad Teplou. Z Bečova bylo pak možné pokračovat po nové dráze v severním směru na Karlovy Vary či v jižním na Mariánské Lázně. Budova žlutického nádraží vznikla dle typizovaného stavebního vzoru.
Po zestátnění železničních společností po roce 1908 v Rakousku-Uhersku pak obsluhovala stanici jedna společnost, Císařsko-královské státní dráhy (kkStB), po roce 1918 pak správu přebraly Československé státní dráhy.

## Popis
Nacházejí se zde dvě jednostranná úrovňová nástupiště, k příchodu k vlakům slouží přechod přes koleje.